# La banda di Monica
La banda di Monica (titolo originale in portoghese: Turma da Monica) è una serie a fumetti brasiliana, creata da Mauricio de Sousa. Le storie sono incentrate sulle avventure di un gruppo di bambini di sei anni, in un quartiere immaginario di Bairro do Limoeiro, a San Paolo.

## Storia
Mauricio de Sousa diede vita ai suoi personaggi nel 1959 con una striscia a fumetti intitolata "Bidu" e stampata sul Folha da Manhã, che era il giornale dove lui lavorava come cronista di nera. Nel 1960 creò Cebolinha (in Italia noto come Cipollino), mentre Monica vide la luce nel 1963. Successivamente furono stampati fumetti dove entrambi erano protagonisti: Mônica (1970), Cebolinha (1973). Le storie furono tradotte in diverse lingue e vendute in molti paesi. La serie a fumetti viene realizzata continuamente da oltre 40 anni, generando diversi prodotti commerciali legati ai personaggi, tra cui una serie animata (prodotta da Rede Globo a partire dal 1984 e trasmessa in Italia da Rai 2), un parco a tema (inaugurato a San Paolo nel gennaio 1993), videogiochi. Per la realizzazione di tutti questi progetti, Mauricio si serve di un ampio staff che lavora nella sua compagnia personale, la Estúdios Mauricio de Sousa.
Lo stile del disegno dei personaggi è semplice e le storie hanno quasi sempre un lieto fine.  Al termine di ogni album ci sono tre riquadri, esattamente come una striscia a fumetti giornalistica. Rispetto ai personaggi dei Peanuts, quelli de "La banda di Monica" sono meno riflessivi e più fantasiosi, meno psicologici e più attivi.
Spesso i personaggi rompono la quarta parete, interloquendo con gli autori all'interno della pagina. In alcune storie vanno "dietro le quinte", come se stessero registrando un programma televisivo o un film. I protagonisti scherzano anche nei confronti dei personaggi secondari.
Inoltre, per problemi di copyright e per non citare personaggi famosi, alcuni nomi vengono deformati (ad esempio Coca-Cola diventa "Tota-Toia"o anche popa-pola, oppure Michael Jackson "Maicou Jeca").

## Personaggi
Nota bene: in corsivo sono indicati i nomi originali dei personaggi.

### Personaggi principali
- Monica (Mônica) è la protagonista del fumetto. Creata nel 1963, è una bambina sveglia e dotata di una forza talvolta sovrumana che utilizza per picchiare i bambini che tentano di corteggiarla. Leader incontrastata del suo gruppo di amici, viene indicata dagli altri personaggi come "padrona della strada" (ciò rende Cipollino estremamente geloso nei suoi confronti). Porta sempre con sé il suo coniglietto di pezza blu, Sansone (Sansão). Monica difende i suoi amici quando si cacciano nei guai, ma è sempre pronta a punirli se necessario. Si scontra spesso con Cipollino, ma quando lui finisce in qualche pasticcio lo va a salvare. La sua migliore amica è Magalì con il suo cane Pisolo. Mauricio de Sousa ha dichiarato che Monica è ispirata a sua figlia, che porta lo stesso nome[2]. Nel 2007, Monica è divenuta ambasciatrice nazionale dell'UNICEF per il Brasile.
- Cipollino (Cebolinha), chiamato così per via della capigliatura simile ad una cipolla, è stato creato nel 1960, ed è presente, oltre che in questo fumetto, anche in un'altra pubblicazione a lui dedicata ed intitolata Cebolinha e lanciata per la prima volta nel 1973.[3]. Cerca sempre di sottrarre a Monica sia il suo coniglio Sansone che il titolo di "padrone della strada" attraverso i suoi "infallibili piani", che puntualmente danno esiti negativi, il più delle volte perché il suo migliore amico, Patacca, avvisa involontariamente Monica dei suoi progetti. Ha una sorella che si chiama Maria Cipollina (Maria Cebolinha). Mauricio de Sousa ha dichiarato che Cipollino si ispira ad un bambino che conobbe durante l'infanzia a Mogi das Cruzes.[4]
- Patacca (Cascão) fu creato nel 1961; dal 1982 viene pubblicato un fumetto dove lui è il protagonista[5]. Il suo nome in portoghese, cascão, significa letteralmente "crosta": viene infatti rappresentato come un bambino sporco. È il miglior amico di Cipollino, con cui partecipa ai suoi piani di conquista, sebbene sia proprio Patacca a svelarne le intenzioni a Monica. Ha paura dell'acqua da cui si protegge portando sempre con sé un ombrello; a causa di questa fobia non ha mai fatto la doccia.
- Magalì (Magalì) è la migliore amica di Monica, l'unica tra i personaggi della serie a non essere picchiata da lei (tranne alcuni casi involontari quando Monica lancia il suo coniglio Sansone). È vestita con un abito giallo e, come i suoi amici, cammina a piedi scalzi. Ha un appetito vorace che la spinge a mangiare ogni cosa rapidamente senza nemmeno ingrassare; il suo cibo preferito è il cocomero.

### Personaggi secondari
- Frangetta (Franjinha) è uno scienziato geniale che crea invenzioni nel suo laboratorio. A volte aiuta molti bambini, e soprattutto Cipollino,  a sconfiggere Monica oppure con una lozione per la crescita dei capelli. È innamorato di Marina. Come Blu, anche Frangetta è stato il primo personaggio creato da Mauricio.
- Gaio (Xaveco) è un ragazzo simpatico e creativo. I suoi genitori sono divorziati per un motivo speciale. Ha una sorella di 16 anni, una bella ragazza che fa la tata dei bambini. Gaio è considerato un personaggio secondario.
- Marina è un'artista. Usa una matita magica (data dal padre Mauricio, l'autore della serie) che può modificare i disegni della storia. Lei è ispirata alla figlia di Mauricio che ha lo stesso nome.
- Tito (Titi) è conosciuto per essere il conquistatore delle ragazze, rendendo gelosa la sua fidanzata Annie. Ha 32 denti come Monica. È stato creato nel 1960.
- Annie (Aninha) è la fidanzata di Tito. Lei è sempre gelosa quando il suo fidanzato ci prova con altre ragazze. Lei è stata creata nel 1970.
- Osti Nato (Do Contra) è noto perché fa qualunque cosa al contrario. Ha una cotta per Monica ma nessuno sa se sia vero amore o meno, a causa del suo comportamento bizzarro. È il fratello maggiore di Nimbus.
- Nimbus è il fratello minore di Osti Nato. Si interessa di meteorologia e, proprio come Patacca che mostra una grande paura nei confronti dell'acqua, è assai spaventato dai temporali. Egli è anche un mago talentuoso anche se i suoi trucchi di magia causano disastri.
- Maria Cipollino (Maria Cebolinha) è la sorella minore di Cipollino.
- Blu (Bidu) è il cane blu di Frangetta. Lui è amichevole con tutti i bambini. Quando alcune storie si concentrano su di lui gli viene data una voce umana per esprimere i suoi sentimenti e la sua opinione. Viene mostrato mentre parla con gli oggetti, specialmente le pietre. È il primo personaggio creato da Mauricio, insieme a Frangetta.
- Glu (Bugu) è un cane con la forma di un uovo giallo. Cerca sempre di prendere le scene di Blu nelle sue storie con il suo tormentone " Alô, Mamãe!" ("Ciao, mamma!"). Quando si arrabbia, Blu lo butta sempre fuori dalla scena, dicendo a Glu " Tchau, mamãe!" ("Addio, mamma!"). Fu creato nel 1972.

La Banda di Monica ha più di 100 personaggi.

## Fumetti
Mauricio, dopo aver pubblicato la prima serie di strisce di Blu e Frangetta per Folha de Manhã, le utilizza creando il primo libro di fumetti di Blu in formato americano (17, 6 x 25 cm) , pubblicato dalla Editora Continental. Nel 1970, Mauricio firma con la Editora Abril per la pubblicazione dei suoi fumetti, continuandola fino al 1986, quando cambia editore e firma con Editora Globo. Continua la relazione con  Editora Globo fino al 2006; poi nel 2007 La Banda di Monica è stata pubblicata  dalla Panini brasiliana.

## Monica in altri paesi
La Banda di Monica è stato venduto in 40 paesi e tradotto in 14 lingue.
Negli Stati Uniti, La Banda di Monica è stata lanciata come "Monica's Gang", e quasi tutti i suoi personaggi hanno cambiato i nomi in base alle loro caratteristiche. Ad esempio, Cipollino è diventato Jimmy Five, Patacca   Smudge, e Magalì Maggy.

## Film
- Mônica e Cebolinha – No Mundo de Romeu e Julieta (1979) - Monica e Cipollino nel mondo di Romeo e Giulietta
- As Aventuras da Turma da Mônica (1982) - Le avventure della Banda di Monica
- A Princesa e o Robô (1983) - La Banda di Monica incontra la Principessa e il Robot
- As Novas Aventuras da Turma da Mônica (1986) - Le nuove avventure della Banda di Monica
- Mônica e a Sereia do Rio (1986) - Monica e la Sirenetta di Fiume
- O Bicho-Papão (1987) - Lo Spauracchio
- A Estrelinha Mágica (1988) - Monica e la stella magica
- A Rádio do Chico Bento (1989) - La banda di Monica in: Studio di Radio Chico Bento
- Chico Bento, Óia a Onça! (1990) - La banda di Monica: Chico Bento e il Giaguaro
- Videogibi: O Mônico (1997) - La banda di Monica incontra Monico
- Videogibi: O Plano Sangrento (1997) - La banda di Monica contro il Piano Sanguinolento
- Videogibi: O Estranho Soro do Dr. X (1998) - La banda di Monica contro lo strano sogno del Dottor X
- Cine Gibi - O Filme (2004) - La banda di Monica: il film
- Cine Gibi 2 (2005) - La banda di Monica 2
- Uma Aventura no Tempo (2007) - Avventure nel tempo con la banda di Monica
- Cine Gibi 3: Planos Infalíveis (2008) - La banda di Monica 3 - Piani infallibili
- Cine Gibi 4: Meninos e Meninas (2009) - La banda di Monica 4 - Bambini e Bambine
- Cine Gibi 5: Luzes, Câmera, Ação! (2010) - La banda di Monica 5 - Luci, Camera, Azione!
- Cine Gibi 6: Hora do Banho (2013)
- Cine Gibi 7: Bagunça Animal (2014)
- Cine Gibi 8: ...Tá Brincando? (2015)
- Cine Gibi 9: Vamos Fazer de Conta (2017)
- Turma da Mônica: Laços (2019)
- Turma da Mônica: Lições (2021)
- Chico Bento e a Goiabeira Maraviosa (2024)
- Turma da Mônica Jovem: Reflexos do Medo (2024)

## Serie a cartoni animati
La serie di cartoni animati "La banda di Monica" comprende più di 100 episodi, ed è andata in onda su Rede Globo, dopo il cartone animato di Sitio do Picapau Amarelo , ogni sabato mattina. Inoltre è andato in onda su Cartoon Network brasiliano. In Italia il cartone animato è andato in onda su Rai 2.

## Videogioco
Distribuito da SEGA, tutti i giochi della serie Wonder Boy sono stati adattati per la Banda di Monica.
| Console       | Gioco da Wonder Boy               | Anno | Banda di Monica                       | Anno | Traduzione                              |
| ------------- | --------------------------------- | ---- | ------------------------------------- | ---- | --------------------------------------- |
| Master System | Wonder Boy in Monster Land        | 1987 | Mônica no Castelo do Dragão           | 1991 | Monica nel castello del Drago           |
| Master System | Wonder Boy III: The Dragon's Trap | 1989 | Turma da Mônica, O Resgate            | 1993 | La Banda di Monica, il salvataggio      |
| Mega Drive    | Wonder Boy in Monster World       | 1992 | Turma da Mônica na Terra dos Monstros | 1994 | La Banda di Monica nel paese dei mostri |